# 8.8 cmロケット発射器43型
8.8 cmロケット発射器43型（8.8センチロケットはっしゃき43がた、後に8.8 cmロケット式対戦車銃43型に名称変更）とは、第二次世界大戦中にナチス・ドイツ軍で採用された、口径88 mmの対戦車ロケット砲である。通称プップヒェン（"Puppchen"＝お人形ちゃん）とも。
一般的なロケットランチャー（噴進弾発射器）と異なり、火薬式の砲と同じく閉鎖機を持っていた。

## 概要
本砲はWASAG（ドイツ語版）のエーリッヒ・フォン・ホルト博士により設計されたが、その開発の経緯を記した資料が少なく、同威力のロケット弾を用いるパンツァーシュレックとの開発の前後関係など、謎の部分が多い（後述する使用ロケット弾は、プップヒェン用の方が制式番号が若い）。構造はシンプルで、プレス加工の鋼板を溶接した単脚型砲架、発射時にロケットの燃料の燃えカスが吹き付けるのを防ぐ薄い盾、二重構造の薄肉砲身、仰俯・旋回にギアを用いず駐退機も無いシンプルな砲架、2個の転綸で構成され、通常の砲に比べ玩具のように小さく簡易な作りであった。車輌での牽引や馬匹による長距離移動の際には　2.8 cm重対戦車銃用の物と同じプレス鋼板製の転綸、または雪上用のソリを装着することもできた。戦闘時にはより姿勢を低くして敵に発見されないようにするため、これらを外し砲に紐を付けて引きずっていくことができた。また8個の部品に分解して、人力で長距離運搬することもできた。
本砲のロケット弾はRGr4312であり、後に採用されたパンツァーシュレック用のRPGr4322及び4992と同じ弾頭を用いており、形状が良く似ている。しかしパンツァーシュレックでは、反動を無くすためロケットの推進力を発射器で受け止めず、後方に爆風として半ば捨ててしまうのを補うため推進剤が多く、ロケット弾の全長が少し長くなっている。これに対し、薬室（実際には砲身後部末端）の閉鎖機を持つプップヒェンでは発射時の爆風を全て砲架で受け止め、二重になった砲身の間から前方にガスを逃す方式で、発射時に反動で砲全体が2 - 30 cmは跳ね上がるのが、記録映像でも確認できる。
プップヒェンは携帯式ロケットランチャーであるパンツァーシュレックに対し、有効射程が350 m、最大射程が700 m、砲口初速が150 m/sと優越している。しかし威力の割に小型軽量であるとはいえ、パンツァーシュレックほど生産コストや軽快さに優れるものではなく、1943年中に3,000門程が作られただけに終わり、その活躍もあまり記録されていない。
使用砲弾諸元　「8.8cm Raketenpanzerbüchse Granate 4312」
- 全長 : 498.8 mm　（19.64インチ）
- 胴部直径 : 88.7 mm　（3.492インチ）
- 重量 : 2.66 kg　（5.85ポンド）
- 初速 : 140 m/sec　（459 ft/sec）
- 弾頭炸薬重量 : 0.656 kg　（01.446ポンド）
- 推進薬重量 : 0.046 kg　（0.102ポンド）
- 最大射程 : 700 m　（766ヤード）

## 参考資料
- 月刊グランドパワー 2004年8月号（ガリレオ出版）他